# Боспорська єпархія
Боспорська єпархія - стародавня православна єпархія Константинопольського Патріархату в Криму з центром у столиці Боспорської держави місті Пантікапей (сучасна Керч). Виникла пізніше початку IV століття. Відома до XIV ст.

## Історія

### Православна та аріанська єпархія
Поряд із Херсонською, найдавніша єпархія Криму. Дата її заснування невідома, але на початку IV століття вона вже існувала: підпис Боспорського єпископа Кадма (Домна за сирійським списком) стоїть під оросом І Вселенського Собору.
Слід припустити, що територія, що опікується Боспорським владикою, охоплювала все Боспорське царство, тобто частину кримського узбережжя, Тамань і південне узбережжя Азовського моря аж до Танаїсу на річці Дон.
Незважаючи на майже тисячолітнє існування єпархії, відомості про неї вкрай убогі. Практично нічого не відомо про її предстоятелів. Першим її єпископом був учасник Нікейського собору в 325 - Теофіл Боспоританський (лат. Theophilus Bosphoritanus ), або Феофіл Готський, він займав кафедру до 341 року. Його наступник, до 381, або до 383 року - Ульфіла творець готського алфавіту, переклав Писання готською мовою (див. «Готська Біблія»). Ульфіла найактивнішим чином, за підтримки Візантійських імператорів, займався місіонерською діяльністю, хрестив величезну кількість готів, поширив християнство серед готів; проте Ульфіла проповідував християнство у формі пізнього аріанства (його Символ віри включає аномейство, субординаціонізм, македоніанство). Учні Ульфіли запозичили його віровчення. Наступник Ульфіли - Селіна належав до партії аріан-псафіріан. Православний гот Уніла був поставлений Константинопольським патріархом Іваном Златоустим «для готів» після 397 року. У 404 році, завдяки інтригам імператриці Євдоксії, Іван Золотоустий був зведений з кафедри і відправлений на заслання. У зв'язку з цим з'явився лист святителя дияконісі Олімпіаді. З нього відомо, що Уніла помер у тому ж 404 році, і святитель, стурбований тим, що на Боспорську кафедру його противниками буде поставлена людина недостойна, просив затримати посольство правителя Готії, посилаючись на труднощі морської подорожі до Боспору в зимові місяці.
У 344 році Боспорський єпископ брав участь у Нікомедійському помісному соборі. Євдоксій — у соборах у Константинополі у 448 та 459 роках та у «розбійницькому» Ефеському соборі 449 року. Відомий єпископ Боспорський Іоанн, який брав участь у Константинопольських соборах 518 та 536 років. Документи VII Вселенського Собору 787 року підписані дияконом «святої Церкви Боспорської» Давидом за єпископа Андрія.
У VI столітті Боспорська єпископія була включена до кафедр Константинопольського Патріархату. Згідно з нотицією Псевдо-Єпіфанія з кінця VII століття Боспорська кафедра числиться серед автокефальних архієпископій. Цей документ повідомляє, що Боспорська єпархія, поряд з Херсонською, відносяться до Зихійського дієцезу.
У XIII столітті Боспор був зруйнований моголами, а в 1299 ногайцями і прийшов у запустіння. Ібн Баттута в 30-х роках XIV століття згадує лише про вцілілу церкву Іоанна Предтечі. При імператорі Андроніку II наприкінці XIII століття Боспорська кафедра поряд з іншими кафедрами регіону підноситься до митрополії. Проте невдовзі тут виникає венеціанська, а потім генуезька колонія.

### Католицька єпархія
У XIV столітті у Воспоро, як називали місто італійці, з'явилася католицька єпархія. Католицький єпископ у Воспоро згаданий під 1308 року. Раніше, в 1303 році підпис архієпископа Воспоро і ченця ордена Домініканців Франческо да Камерино стоїть під актом передачі генуезцям константинопольського району Галата. А 16 липня 1333 року у Воспоро засновується митрополія, до якої входить єпархія Херсона. З листа папи Іоанна XXII відомо, що митрополит Воспоро Франциск, разом із Херсонським єпископом Рікардо, вже виявив себе на теренах проповіді серед християн і навернув у католицтво аланів. У 1334/1335 році як папський легат він брав участь у посольстві до Константинополя для переговорів про унію, де брав участь у суперечці про походження Святого Духа з Варлаамом Калабрійським. У цей час Боспорська єпархія зникає з розписів (нотицій) єпархій Константинопольського патріархату. Католицька єпархія припинила існування у 1475 році після османського завоювання Криму.